# آنا نيجري
آنا نيجري (بالإيطالية: Anna Negri)‏ هي كاتبة سيناريو ومخرجة إيطالية، ولدت في 9 ديسمبر 1964 في البندقية في إيطاليا.

## وصلات خارجية
- آنا نيجري على موقع IMDb (الإنجليزية)
- آنا نيجري على موقع ألو سيني (الفرنسية)
- آنا نيجري على موقع أول موفي (الإنجليزية)
- آنا نيجري على موقع قاعدة بيانات الفيلم (الإنجليزية)
- آنا نيجري على موقع كينوبويسك (الروسية)